# Ivančiná
Ivančiná és un poble i municipi d'Eslovàquia que es troba a la regió de Žilina, al centre-nord del país. La primera menció escrita de la vila es remunta al 1248.

## Demografia
| Godina             | 1994 | 2004   | 2014   | 2024   |
| ------------------ | ---- | ------ | ------ | ------ |
| Nombre de persones | 91   | 97     | 92     | 93     |
| Diferència         |      | +6,59% | −5,15% | +1,08% |

| Godina             | 2023 | 2024   |
| ------------------ | ---- | ------ |
| Nombre de persones | 90   | 93     |
| Diferència         |      | +3,33% |